# فاديم إيفانوف
فاديم إيفانوف (17 يوليو 1943 في روسيا - 6 نوفمبر 1996 في روسيا) هو مدرب كرة قدم ولاعب كرة قدم روسي (وحمل سابقاً جنسية الاتحاد السوفيتي) في مركز الدفاع، شارك في الألعاب الأولمبية الصيفية 1992. وشارك مع منتخب الاتحاد السوفييتي لكرة القدم. أما مع النوادي، فقد لعب مع دينامو موسكو وسبارتاك موسكو ونادي دنيبرو دنيبروبتروفسك ونادي ينيسي كراسنويارسك ‏.

## وصلات خارجية
- فاديم إيفانوف على موقع قاعدة بيانات كرة القدم.إي يو (الإنجليزية)
- فاديم إيفانوف على موقع ناشيونال فوتبول تيمز (الإنجليزية)